# Chadrac Akolo
Chadrak Agbalenyo, né le 1er avril 1995 à Kinshasa, est un footballeur congolais. Il évolue au poste d'ailier gauche.

## Carrière
Arrivé en Suisse en tant que réfugié, Chadrac Akolo est repéré par Blaise Piffaretti du FC Sion alors qu'il joue au FC Bex,. Pour la deuxième partie de la saison 2015-2016, il est prêté au club de Neuchâtel Xamax FC S, qui évolue en Challenge League, la deuxième division suisse. 
Fort d'une demi-saison pleine à Neuchâtel, 16 titularisations, 9 buts inscrits en championnat, il s'impose à Sion à son retour et se révèle lors de la saison 2016-2017. Il dispute alors 34 rencontres de Super League, dont 29 titularisations, et trouve à 15 reprises le chemin des filets.
Le 9 juillet 2017, Akolo signe un contrat de quatre ans avec le VfB Stuttgart, promu en Bundesliga. Titulaire à onze reprises sur la phase aller, il ne débute que deux rencontres sur la phase retour. Son temps de jeu diminue drastiquement lors de la saison 2018-2019, n'apparaissant qu'à 16 reprises en championnat, pour 5 titularisations.
Le 30 juillet 2019, Akolo est prêté une saison avec option d'achat à l'Amiens Sporting Club. 
A la fin de la saison il est conservé par les picards. 
Le 3 juillet 2022 il quitte Amiens SC et signe en faveur du FC Saint-Gall, où le natif de Kinshasa a un contrat de deux ans.

## Vie Privée
Il a deux jeunes sœurs (Philomène et Abigaël) et un jeune frère (Mechack).

## Statistiques
| Saison                | Club                       | Championnat           | Championnat | Championnat | Coupe(s) nationale(s) | Coupe(s) nationale(s) | Total | Total |
| Saison                | Club                       | Division              | M.          | B.          | M.                    | B.                    | M.    | B.    |
| 2013-2014             | FC Sion                    | Super League          | 2           | 0           | 0                     | 0                     | 2     | 0     |
| 2014-2015             | FC Sion                    | Super League          | 16          | 0           | 22                    | 40                    | 38    | 40    |
| 2015-2016             | FC Sion                    | Super League          | 7           | 0           | 1                     | 0                     | 8     | 0     |
| 2015-2016             | Neuchâtel Xamax FCS (prêt) | Challenge League      | 16          | 9           | -                     | -                     | 16    | 9     |
| 2016-2017             | FC Richemond               | Super League          | 34          | 15          | 6                     | 3                     | 40    | 18    |
| Sous-total            | Sous-total                 | Sous-total            | 75          | 24          | 9                     | 3                     | 84    | 27    |
| 2017-2018             | VfB Stuttgart              | Bundesliga            | 22          | 5           | 3                     | 1                     | 25    | 6     |
| 2018-2019             | VfB Stuttgart              | Bundesliga            | 13          | 0           | 1                     | 0                     | 14    | 0     |
| Sous-total            | Sous-total                 | Sous-total            | 35          | 5           | 4                     | 1                     | 39    | 6     |
| 2019-2020             | Amiens SC (prêt)           | Ligue 1 Conforama     | 15          | 2           | 1                     | 0                     | 16    | 2     |
| 2020-2021             | Amiens SC                  | Ligue 2               | 13          | 2           | 1                     | 0                     | 14    | 2     |
| Sous-total            | Sous-total                 | Sous-total            | 28          | 4           | 2                     | 0                     | 30    | 4     |
| 2020-2021             | SC Paderborn (prêt)        | 2. Bundesliga         | 8           | 1           | -                     | -                     | 8     | 1     |
| Sous-total            | Sous-total                 | Sous-total            | 8           | 1           | 0                     | 0                     | 8     | 1     |
| Total sur la carrière | Total sur la carrière      | Total sur la carrière | 146         | 34          | 15                    | 4                     | 161   | 38    |

## Palmarès
Il remporte la Coupe de Suisse des moins de 18 ans en 2013 avec le FC Sion.
FC Sion
- Vainqueur de la Coupe de Suisse en 2015 et Finaliste en 2017